# Kurzbahneuropameisterschaften 2001
| Kurzbahneuropameisterschaften 2001 | Kurzbahneuropameisterschaften 2001 |
| ---------------------------------- | ---------------------------------- |
| Veranstaltungsort                  | Antwerpen                          |
| Teilnehmende Nationen              |                                    |
| Teilnehmende Athleten              |                                    |
| Entscheidungen                     | 38                                 |
| Eröffnung                          | 13. Dezember 2001                  |
| Abschluss                          | 16. Dezember 2001                  |

| Medaillenspiegel | Medaillenspiegel       | Medaillenspiegel | Medaillenspiegel | Medaillenspiegel | Medaillenspiegel |
| Platz            | Land                   | G                | S                | B                | Gesamt           |
| ---------------- | ---------------------- | ---------------- | ---------------- | ---------------- | ---------------- |
| 1                | Deutschland            | 8                | 8                | 5                | 21               |
| 2                | Schweden               | 7                | 4                | 6                | 17               |
| 3                | Ukraine                | 4                | 4                | 0                | 8                |
| 4                | Slowenien              | 3                | 2                | 2                | 7                |
| 5                | Niederlande            | 3                | 1                | 1                | 5                |
| 6                | Slowakei               | 3                | 1                | 0                | 4                |
| 7                | Vereinigtes Königreich | 2                | 5                | 5                | 12               |
| 8                | Tschechien             | 2                | 1                | 2                | 5                |
| 9                | Italien                | 2                | 0                | 1                | 3                |
| 10               | Österreich             | 1                | 2                | 1                | 4                |
| 11               | Kroatien               | 1                | 1                | 1                | 3                |
| 12               | Polen Schweiz          | 1                | 0                | 0                | 1                |
| 14               | Finnland               | 0                | 2                | 2                | 4                |
| 15               | Frankreich             | 0                | 1                | 3                | 4                |
| 16               | Dänemark               | 0                | 1                | 2                | 3                |
| 17               | Israel                 | 0                | 1                | 0                | 1                |
| 18               | Russland               | 0                | 0                | 4                | 4                |

Die Kurzbahneuropameisterschaften 2001 im Schwimmen fanden vom 13. bis 16. Dezember 2001 in Antwerpen statt und wurden vom europäischen Schwimmverband LEN organisiert.
Die Wettkämpfe fanden in der Wezenberg Swimming Pool statt.

## Zeichenerklärung
- WR – Weltrekord
- ER – Europarekord

## Schwimmen Männer

### Freistil

#### 50 m Freistil
| Platz | Land        | Athlet                    | Zeit     |
| ----- | ----------- | ------------------------- | -------- |
| 1     | Schweden    | Stefan Nystrand           | 00:21,15 |
| 2     | Ukraine     | Oleksandr Wolynez         | 00:21,60 |
| 3     | Niederlande | Pieter van den Hoogenband | 00:21,65 |

#### 100 m Freistil
| Platz | Land        | Athlet                    | Zeit     |
| ----- | ----------- | ------------------------- | -------- |
| 1     | Schweden    | Stefan Nystrand           | 00:47,15 |
| 2     | Niederlande | Pieter van den Hoogenband | 00:47,42 |
| 3     | Frankreich  | Romain Barnier            | 00:47,53 |
| 3     | Kroatien    | Duje Draganja             | 00:47,53 |

#### 200 m Freistil
| Platz | Land        | Athlet                    | Zeit        |
| ----- | ----------- | ------------------------- | ----------- |
| 1     | Niederlande | Pieter van den Hoogenband | 01:42,46 ER |
| 2     | Tschechien  | Květoslav Svoboda         | 01:44,78    |
| 3     | Deutschland | Stefan Herbst             | 01:45,32    |

#### 400 m Freistil
| Platz | Land        | Athlet             | Zeit     |
| ----- | ----------- | ------------------ | -------- |
| 1     | Italien     | Emiliano Brembilla | 03:41,27 |
| 2     | Deutschland | Jörg Hoffmann      | 03:42,09 |
| 3     | Dänemark    | Jacob Carstensen   | 03:42,28 |

#### 1500 m Freistil
| Platz | Land        | Athlet             | Zeit     |
| ----- | ----------- | ------------------ | -------- |
| 1     | Deutschland | Jörg Hoffmann      | 14:41,20 |
| 2     | Russland    | Alexei Filipez     | 14:41,98 |
| 3     | Frankreich  | Nicolas Rostoucher | 14:47,47 |

### Schmetterling

#### 50 m Schmetterling
| Platz | Land            | Athlet         | Zeit     |
| ----- | --------------- | -------------- | -------- |
| 1     | Schweden        | Lars Frölander | 00:23,07 |
| 2     | Verein. Königr. | Mark Foster    | 00:23,11 |
| 3     | Finnland        | Tero Välimaa   | 00:23,59 |

#### 100 m Schmetterling
| Platz | Land            | Athlet          | Zeit        |
| ----- | --------------- | --------------- | ----------- |
| 1     | Deutschland     | Thomas Rupprath | 00:50,26 WR |
| 2     | Schweden        | Lars Frölander  | 00:50,58    |
| 3     | Verein. Königr. | James Hickman   | 00:51,32    |

#### 200 m Schmetterling
| Platz | Land            | Athlet           | Zeit     |
| ----- | --------------- | ---------------- | -------- |
| 1     | Verein. Königr. | James Hickman    | 01:52,93 |
| 2     | Ukraine         | Denys Sylantjew  | 01:53,34 |
| 3     | Russland        | Anatoli Poljakow | 01:53,54 |

### Rücken

#### 50 m Rücken
| Platz | Land        | Athlet        | Zeit     |
| ----- | ----------- | ------------- | -------- |
| 1     | Deutschland | Stev Theloke  | 00:23,97 |
| 2     | Kroatien    | Ante Mašković | 00:24,53 |
| 3     | Slowenien   | Peter Mankoč  | 00:24,54 |

#### 100 m Rücken
| Platz | Land            | Athlet          | Zeit     |
| ----- | --------------- | --------------- | -------- |
| 1     | Deutschland     | Thomas Rupprath | 00:50,99 |
| 2     | Deutschland     | Stev Theloke    | 00:51,92 |
| 3     | Verein. Königr. | Gregor Tait     | 00:52,90 |

#### 200 m Rücken
| Platz | Land       | Athlet        | Zeit     |
| ----- | ---------- | ------------- | -------- |
| 1     | Kroatien   | Gordan Kožulj | 01:53,37 |
| 2     | Israel     | Yoav Gath     | 01:54,15 |
| 3     | Frankreich | Simon Dufour  | 01:54,21 |

### Brust

#### 50 m Brust
| Platz | Land            | Athlet        | Zeit     |
| ----- | --------------- | ------------- | -------- |
| 1     | Ukraine         | Oleh Lissohor | 00:26,71 |
| 2     | Deutschland     | Mark Warnecke | 00:26,75 |
| 3     | Verein. Königr. | Darren Mew    | 00:26,85 |

#### 100 m Brust
| Platz | Land            | Athlet        | Zeit     |
| ----- | --------------- | ------------- | -------- |
| 1     | Ukraine         | Oleh Lissohor | 00:59,02 |
| 2     | Verein. Königr. | James Gibson  | 00:59,23 |
| 3     | Tschechien      | Daniel Málek  | 00:59,51 |

#### 200 m Brust
| Platz | Land            | Athlet            | Zeit     |
| ----- | --------------- | ----------------- | -------- |
| 1     | Österreich      | Maxim Podoprigora | 02:07,79 |
| 2     | Verein. Königr. | Ian Edmond        | 02:08,03 |
| 3     | Tschechien      | Daniel Málek      | 02:09,07 |

### Lagen

#### 100 m Lagen
| Platz | Land        | Athlet        | Zeit     |
| ----- | ----------- | ------------- | -------- |
| 1     | Slowenien   | Peter Mankoč  | 00:52,94 |
| 2     | Deutschland | Jens Kruppa   | 00:54,10 |
| 3     | Finnland    | Jani Sievinen | 00:54,17 |

#### 200 m Lagen
| Platz | Land      | Athlet            | Zeit     |
| ----- | --------- | ----------------- | -------- |
| 1     | Slowenien | Peter Mankoč      | 01:56,18 |
| 2     | Finnland  | Jani Sievinen     | 01:56,60 |
| 3     | Italien   | Alessio Boggiatto | 01:57,52 |

#### 400 m Lagen
| Platz | Land            | Athlet            | Zeit     |
| ----- | --------------- | ----------------- | -------- |
| 1     | Italien         | Alessio Boggiatto | 04:06,99 |
| 2     | Verein. Königr. | Robin Francis     | 04:08,49 |
| 3     | Dänemark        | Jacob Carstensen  | 04:08,58 |

### Staffel

#### Staffel 4 × 50 m Freistil
| Platz | Land        | Athleten                                                                        | Zeit        |
| ----- | ----------- | ------------------------------------------------------------------------------- | ----------- |
| 1     | Ukraine     | - Denys Sylantjew - Oleksandr Wolynez - Oleh Lissohor - Wjatscheslaw Schyrschow | 01:26,09 ER |
| 2     | Niederlande | - Johan Kenkhuis - Gijs Damen - Ewout Holst - Pieter van den Hoogenband         | 01:26,32    |
| 3     | Schweden    | - Erik Dorch - Stefan Nystrand - Lars Frölander - Jonas Tilly                   | 01:26,77    |

#### Staffel 4 × 50 m Lagen
| Platz | Land            | Athleten                                                               | Zeit        |
| ----- | --------------- | ---------------------------------------------------------------------- | ----------- |
| 1     | Deutschland     | - Stev Theloke - Mark Warnecke - Thomas Rupprath - Carsten Dehmlow     | 01:35,14 WR |
| 2     | Verein. Königr. | - Gregor Tait - James Gibson - James Hickman - Mark Foster             | 01:35,19    |
| 3     | Schweden        | - Jens Pettersson - Patrik Isaksson - Lars Frölander - Stefan Nystrand | 01:37,71    |

## Schwimmen Frauen

### Freistil

#### 50 m Freistil
| Platz | Land        | Athlet            | Zeit     |
| ----- | ----------- | ----------------- | -------- |
| 1     | Niederlande | Inge de Bruijn    | 00:23,89 |
| 2     | Schweden    | Therese Alshammar | 00:24,09 |
| 3     | Schweden    | Johanna Sjöberg   | 00:24,61 |

#### 100 m Freistil
| Platz | Land        | Athlet            | Zeit     |
| ----- | ----------- | ----------------- | -------- |
| 1     | Niederlande | Inge de Bruijn    | 00:52,65 |
| 2     | Slowakei    | Martina Moravcová | 00:52,97 |
| 3     | Schweden    | Johanna Sjöberg   | 00:53,01 |

#### 200 m Freistil
| Platz | Land        | Athlet            | Zeit        |
| ----- | ----------- | ----------------- | ----------- |
| 1     | Slowakei    | Martina Moravcová | 01:54,74 ER |
| 2     | Frankreich  | Solenne Figuès    | 00:55,83    |
| 3     | Deutschland | Alessa Ries       | 01:57,34    |

#### 400 m Freistil
| Platz | Land      | Athlet           | Zeit     |
| ----- | --------- | ---------------- | -------- |
| 1     | Slowenien | Anja Čarman      | 04:02,72 |
| 2     | Ukraine   | Jana Klotschkowa | 04:02,79 |
| 3     | Russland  | Irina Oufimtsewa | 04:05,68 |

#### 800 m Freistil
| Platz | Land      | Athlet           | Zeit     |
| ----- | --------- | ---------------- | -------- |
| 1     | Schweiz   | Flavia Rigamonti | 08:17,20 |
| 2     | Slowenien | Anja Čarman      | 08:20,31 |
| 3     | Russland  | Irina Oufimtsewa | 08:23,28 |

### Schmetterling

#### 50 m Schmetterling
| Platz | Land     | Athlet                | Zeit     |
| ----- | -------- | --------------------- | -------- |
| 1     | Schweden | Therese Alshammar     | 00:25,73 |
| 2     | Schweden | Anna-Karin Kammerling | 00:25,88 |
| 3     | Russland | Natalja Sutjagina     | 00:27,25 |

#### 100 m Schmetterling
| Platz | Land     | Athlet                | Zeit     |
| ----- | -------- | --------------------- | -------- |
| 1     | Slowakei | Martina Moravcová     | 00:57,20 |
| 2     | Schweden | Johanna Sjöberg       | 00:57,79 |
| 3     | Schweden | Anna-Karin Kammerling | 00:57,98 |

#### 200 m Schmetterling
| Platz | Land            | Athlet             | Zeit     |
| ----- | --------------- | ------------------ | -------- |
| 1     | Polen           | Otylia Jędrzejczak | 02:07,95 |
| 2     | Dänemark        | Mette Jacobsen     | 02:08,13 |
| 3     | Verein. Königr. | Georgina Lee       | 02:08,14 |

### Rücken

#### 50 m Rücken
| Platz | Land        | Athlet           | Zeit        |
| ----- | ----------- | ---------------- | ----------- |
| 1     | Tschechien  | Ilona Hlaváčková | 00:27,06 ER |
| 2     | Finnland    | Anu Koivisto     | 00:27,75    |
| 3     | Deutschland | Janine Pietsch   | 00:27,79    |

#### 100 m Rücken
| Platz | Land            | Athlet           | Zeit        |
| ----- | --------------- | ---------------- | ----------- |
| 1     | Tschechien      | Ilona Hlaváčková | 00:57,75 ER |
| 2     | Verein. Königr. | Sarah Price      | 00:59,46    |
| 3     | Deutschland     | Janine Pietsch   | 00:59,79    |

#### 200 m Rücken
| Platz | Land            | Athlet        | Zeit     |
| ----- | --------------- | ------------- | -------- |
| 1     | Verein. Königr. | Sarah Price   | 02:04,59 |
| 2     | Deutschland     | Nicole Hetzer | 02:06,65 |
| 3     | Finnland        | Anu Koivisto  | 02:07,10 |

### Brust

#### 50 m Brust
| Platz | Land        | Athlet         | Zeit        |
| ----- | ----------- | -------------- | ----------- |
| 1     | Schweden    | Emma Igelström | 00:30,56 ER |
| 2     | Deutschland | Janne Schäfer  | 00:30,92    |
| 3     | Österreich  | Vera Lischka   | 00:31,37    |

#### 100 m Brust
| Platz | Land            | Athlet       | Zeit     |
| ----- | --------------- | ------------ | -------- |
| 1     | Deutschland     | Anne Poleska | 01:07,25 |
| 2     | Österreich      | Mirna Jukić  | 01:07,59 |
| 3     | Verein. Königr. | Heidi Earp   | 01:08,25 |

#### 200 m Brust
| Platz | Land        | Athlet         | Zeit        |
| ----- | ----------- | -------------- | ----------- |
| 1     | Deutschland | Anne Poleska   | 02:21,93 ER |
| 2     | Österreich  | Mirna Jukić    | 02:22,26    |
| 3     | Schweden    | Emma Igelström | 02:23,36    |

### Lagen

#### 100 m Lagen
| Platz | Land      | Athlet            | Zeit     |
| ----- | --------- | ----------------- | -------- |
| 1     | Slowakei  | Martina Moravcová | 01:00,16 |
| 2     | Slowenien | Alenka Kejžar     | 01:00,90 |
| 3     | Russland  | Oxana Werewka     | 01:01,92 |

#### 200 m Lagen
| Platz | Land        | Athlet           | Zeit     |
| ----- | ----------- | ---------------- | -------- |
| 1     | Ukraine     | Jana Klotschkowa | 02:09,52 |
| 2     | Deutschland | Nicole Hetzer    | 02:09,70 |
| 3     | Slowenien   | Alenka Kejžar    | 02:10,82 |

#### 400 m Lagen
| Platz | Land        | Athlet           | Zeit        |
| ----- | ----------- | ---------------- | ----------- |
| 1     | Deutschland | Nicole Hetzer    | 04:29,46 ER |
| 2     | Ukraine     | Jana Klotschkowa | 04:31,31    |
| 3     | Slowenien   | Alenka Kejžar    | 04:33,46    |

### Staffel

#### Staffel 4 × 50 m Freistil
| Platz | Land        | Athleten                                                                          | Zeit     |
| ----- | ----------- | --------------------------------------------------------------------------------- | -------- |
| 1     | Schweden    | - Cathrine Carlsson - Johanna Sjöberg - Therese Alshammar - Anna-Karin Kammerling | 01:38,29 |
| 2     | Niederlande | - Suze Valen - Hinkelien Schreuder - Annabel Kosten - Inge de Bruijn              | 01:39,02 |
| 3     | Deutschland | - Petra Dallmann - Ann-Christin Langmaack - Katrin Meißner - Janine Pietsch       | 01:39,60 |

#### Staffel 4 × 50 m Lagen
| Platz | Land        | Athleten                                                                       | Zeit     |
| ----- | ----------- | ------------------------------------------------------------------------------ | -------- |
| 1     | Schweden    | - Therese Alshammar - Emma Igelström - Anna-Karin Kammerling - Johanna Sjöberg | 01:48,32 |
| 2     | Deutschland | - Janine Pietsch - Janne Schäfer - Catherine Friedrich - Katrin Meißner        | 01:49,92 |
| 3     | Niederlande | - Suze Valen - Madelon Baans - Inge de Bruijn - Annabel Kosten                 | 01:50,00 |